# Lethedon cordatoretusa
Lethedon cordatoretusa är en tibastväxtart som beskrevs av Aymonin. Lethedon cordatoretusa ingår i släktet Lethedon och familjen tibastväxter. Inga underarter finns listade i Catalogue of Life.